# On My Radio (lied)
On My Radio is de tweede single van de Britse skaband The Selecter en tevens de eerste in een volledige bezetting. Het is geschreven door gitarist/oprichter Neol Davies en geproduceerd door Roger Lomas.  De single werd in oktober 1979 uitgebracht op 2 Tone.

## Achtergrond
On My Radio werd oorspronkelijk uitgevoerd door Davies' vorige band The Transposed Men en gaat erover dat radio-dj's steeds dezelfde platen draaien zonder iets verrassends toe te voegen.
"It's just the same old show, on my radio"
On My Radio behaalde in thuisland het Verenigd Koninkrijk de 8e positie in de UK Singles Chart en stond totaal negen weken in de lijst genoteerd.
In Nederland werd de plaat veel gedraaid op Hilversum 3 en werd een radiohit in de destijds drie landelijke hitlijsten op de nationale publieke popzender. De plaat bereikte de 10e positie in zowel de Nederlandse Top 40 als de TROS Top 50 en de 13e positie in de Nationale Hitparade. In de Europese hitlijst op Hilversum 3, de TROS Europarade, werd de 15e positie behaald.
In België bereikte de plaat de 8e positie in de voorloper van de Vlaamse Ultratop 50 en de 4e positie in de Vlaamse Radio 2 Top 30. In Wallonië werd géén notering behaald. 
The Selecter behoorde samen met Madness en The Specials tot de kopstukken van de ska-revival die via 2 Tone in gang werd gezet. De band viel in 1981 uiteen en werd negen jaar later heropgericht met zangeres Pauline Black als enige vaste bandlid. In 1991 kwam een nieuwe versie uit van On My Radio.

## Too Much Pressure
De B-kant is Too Much Pressure en wordt gezongen door  co-frontman Arthur 'Gaps' Hendrickson. In 1980 werd een nieuwe versie opgenomen als titelnummer van het debuutalbum dat door Errol Ross werd geproduceerd. On My Radio werd in veel landen toegevoegd als openingsnummer.

## Ontvangst en gebruik in de media
- Zangeres Kate Bush zei in een radioprogramma van de BBC dat de falsetto van Pauline Black haar deed denken aan haar eigen debuutsingle Wuthering Heights.
- De Vlaamse radio 1 gebruikte het nummer als jingle.
- Basement Jaxx gebruikte het nummer als sample op Same Old Show uit 1999.
- Online-magazine Freaky Trigger plaatste het in 2008 op #44 in een top 100 aller tijden.
- De herkenningstune van de tekenfilmserie Dokter Hond is gebaseerd op On My Radio en The Specials' debuutsingle Gangsters, destijds een dubbele A-kant met Selecter.

## NPO Radio 2 Top 2000
| Nummer met noteringen in de NPO Radio 2 Top 2000 | '00  | '01 |
| ------------------------------------------------ | ---- | --- |
| On My Radio                                      | 1346 | 321 |

1. ↑  Een vetgedrukt getal geeft de hoogste notering aan.
2. ↑  2000 was het eerste jaar met een notering voor dit nummer.
3. ↑  Deze tabel is bijgewerkt tot en met de laatste editie (2024).